# Берни (аэропорт)
Аэропо́рт Бе́рни (англ. Burnie Airport), (ИАТА: BWT, ИКАО: YWYY) — гражданский региональный аэропорт города Берни (Тасмания, Австралия), расположенного на северо-западном побережье острова Тасмания, у Бассова пролива, отделяющего Тасманию от континентальной Австралии.
Аэропорт Берни находится примерно в 20 км западнее центральной части города, у небольшого города Уинъярд (Wynyard), и поэтому его иногда называют аэропортом Берни—Уинъярд (Burnie Wynyard Airport).

## Основные сведения и показатели

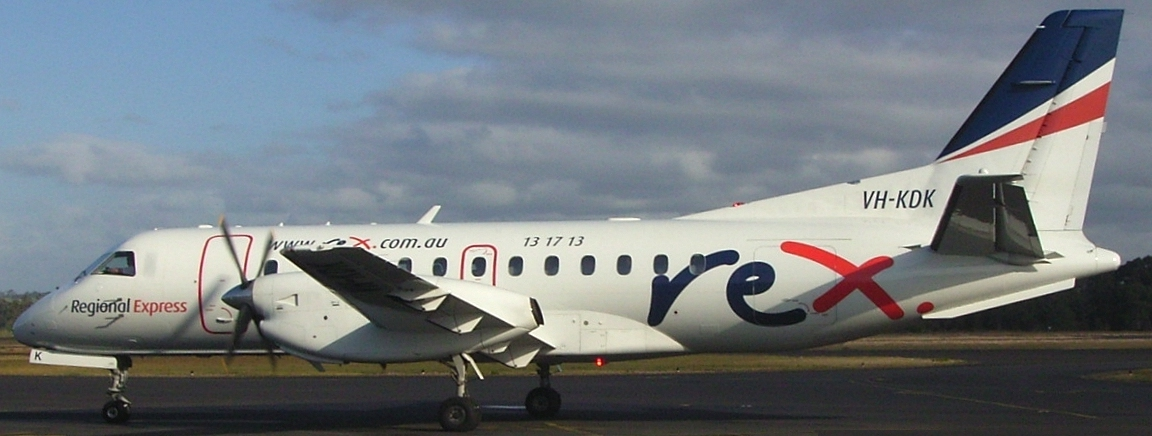
Самолёт Saab 340 авиакомпании Regional Express Airlines в аэропорту Берни

Аэропорт Берни находится на высоте 19 м над уровнем моря. У него есть две взлётно-посадочных полосы: 09/27 с асфальтовым покрытием (длиной 1650 м и шириной 30 м) и 05/23 с гравийным покрытием (длиной 767 м и шириной 30 м).
Авиакомпания Regional Express Airlines (англ.) выполняет полёты из Берни в Мельбурн. В расписании 2011 года указаны 4 полёта в день, выполняемые самолётами Saab 340.
Региональная авиакомпания Tasair (англ.) выполняет прямые рейсы из Берни в аэропорт Кинг-Айленд, находящийся на острове Кинг в Бассовом проливе у побережья Тасмании — согласно расписанию 2011 года, два рейса в день (туда и обратно, 5 дней в неделю).
По количеству перевезённых пассажиров Аэропорт Берни занимает 4-е место среди аэропортов Тасмании, вслед за Международным аэропортом Хобарта, Аэропортом Лонсестона и Аэропортом Девонпорта. По этому же показателю для всех аэропортов Австралии Аэропорт Берни в 2009/2010 финансовом году занимал 47-е место.

## Авиакомпании и пункты назначения
Городские советы Девонпорта и Берни пытались заинтересовать авиакомпанию Virgin Australia (которая ранее называлась Virgin Blue) возможностью открытия рейсов из их аэропортов в Мельбурн — в случае Берни, в дополнение к рейсам, осуществляемым Regional Express Airlines. Virgin Australia изучала эти предложения, но не делала официальных заявлений по этому поводу.

## Статистика пассажироперевозок
| Год       | Пассажиров | Взлётов-посадок |
| --------- | ---------- | --------------- |
| 1985/1986 | 140 255    | 9654            |
| 1990/1991 | 77 540     | 8102            |
| 1995/1996 | 112 499    | 8936            |
| 2000/2001 | 92 237     | 6524            |
| 2005/2006 | 93 381     | 7129            |
| 2010/2011 | 70 402     | 3050            |
| 2015/2016 | 62 020     | 3929            |
| 2020/2021 | 21 091     | 2326            |